# Ichneumon ohtaniensis
Ichneumon ohtaniensis är en stekelart som beskrevs av Tohru Uchida 1926. Ichneumon ohtaniensis ingår i släktet Ichneumon och familjen brokparasitsteklar. Inga underarter finns listade i Catalogue of Life.